# غفة
الغفة أو الصفوة أو الصفصف أو النصي (الاسم العلمي: Aristida) جنس نباتي يتبع الفصيلة النجيلية ويضم 301 نوعا مقبولا و31 نوعًا لم يحسم أمرها بعد، ينمو بعضها في الوطن العربي.

## من أنواع الغفة الواطنة في الوطن العربي
- غفة بومية قصيرة (باللاتينية: Aristida brevisubulata) في المغرب العربي
- غفة تونسية (باللاتينية: Aristida tunetana) في المغرب العربي
- غفة زيبر (باللاتينية: Aristida sieberiana)، نسبة إلى عالم النبات الألماني فرانتس زيبر (بالألمانية: Franz Sieber) في المغرب العربي وبلاد الشام
- غفة شائعة أو غفة أسنسيونية (باللاتينية: Aristida adscensionis) في الجزيرة العربية وبلاد الشام ومصر والمغرب العربي وحوض المتوسط والقوقاز
- غفة شاحبة (باللاتينية: Aristida pallida) في المغرب العربي
- غفة شمرانية (باللاتينية: Aristida funiculata) في المغرب العربي
- غفة عربية (باللاتينية: Aristida arabica) في الجزيرة العربية
- غفة كاسانيلي (باللاتينية: Aristida cassanellii) في مصر
- غفة متبدلة (باللاتينية: Aristida mutabilis) في المغرب العربي ومصر والجزيرة العربية
- غفة مكية (باللاتينية: Aristida meccana) في المغرب العربي ومصر والجزيرة العربية

## تسمية النبات
اهتم به العرب وسموه بعد أسماء وأوصاف تنطبق على كل مرحلة من نموه فهو رِقَةُ في أوّلُ نباتِه وغفةُّ ما دام رطباً، وطريفٌ إذا أبيض وحَلِيُّ إذا ضخم ويبس، ودويل إذا جف وتقادم بحيث لا يحمد في المرعى، والمشبّه إذا اصفر والأرض السهلة التي تنبته تسمى الباعجة، أما قضبان الغفة فهي سُماليخ، والـجَمِيمَةُ: النَّصِيَّةُ إِذا بلغت نصف شهر فملأَت الفم، والعُنْفُوة أيضاً يبِـيس النَّصيّ،أما الأرضُ المُسْتَوِيَةُ اللَّيِّنُة التي يُنْبِتُ النَّصِيَّ فهي السَّرْدَحُ.